# Autry
Pour les articles homonymes, voir Autry (homonymie).
Autry est une commune française située dans le département des Ardennes, en région Grand Est.

## Géographie
| Montcheutin             |                 | Grandham |
| Bouconville             | Autry           | Lançon   |
| Cernay-en-Dormois Marne | Condé-lès-Autry |          |

### Hydrographie
La commune est dans la région hydrographique « la Seine du confluent de l'Oise (inclus) à l'embouchure » au sein du bassin Seine-Normandie. Elle est drainée par l'Aisne, la Dormoise, le ruisseau des Bievres, le Fossé 02 de la commune d'Autry, l'Aisne et la Remy Galere,.
L'Aisne est un  cours d'eau naturel navigable de 256 km de longueur, traversant les cinq départements Meuse, Marne, Ardennes, Aisne, Oise. Elle est un affluent de rive gauche de l'Oise, ce qui fait d'elle un sous-affluent de la Seine. Elle traverse la commune  dans sa partie est, coulant du sud au nord sur une longueur d'environ 6,2 km.
La Dormoise, d'une longueur de 17 km, prend sa source dans la commune de Sommepy-Tahure, à 143 m d'altitude, et se jette  dans l'Aisne, en rive gauche sur la commune, à 115 m d'altitude, après avoir traversé cinq communes.

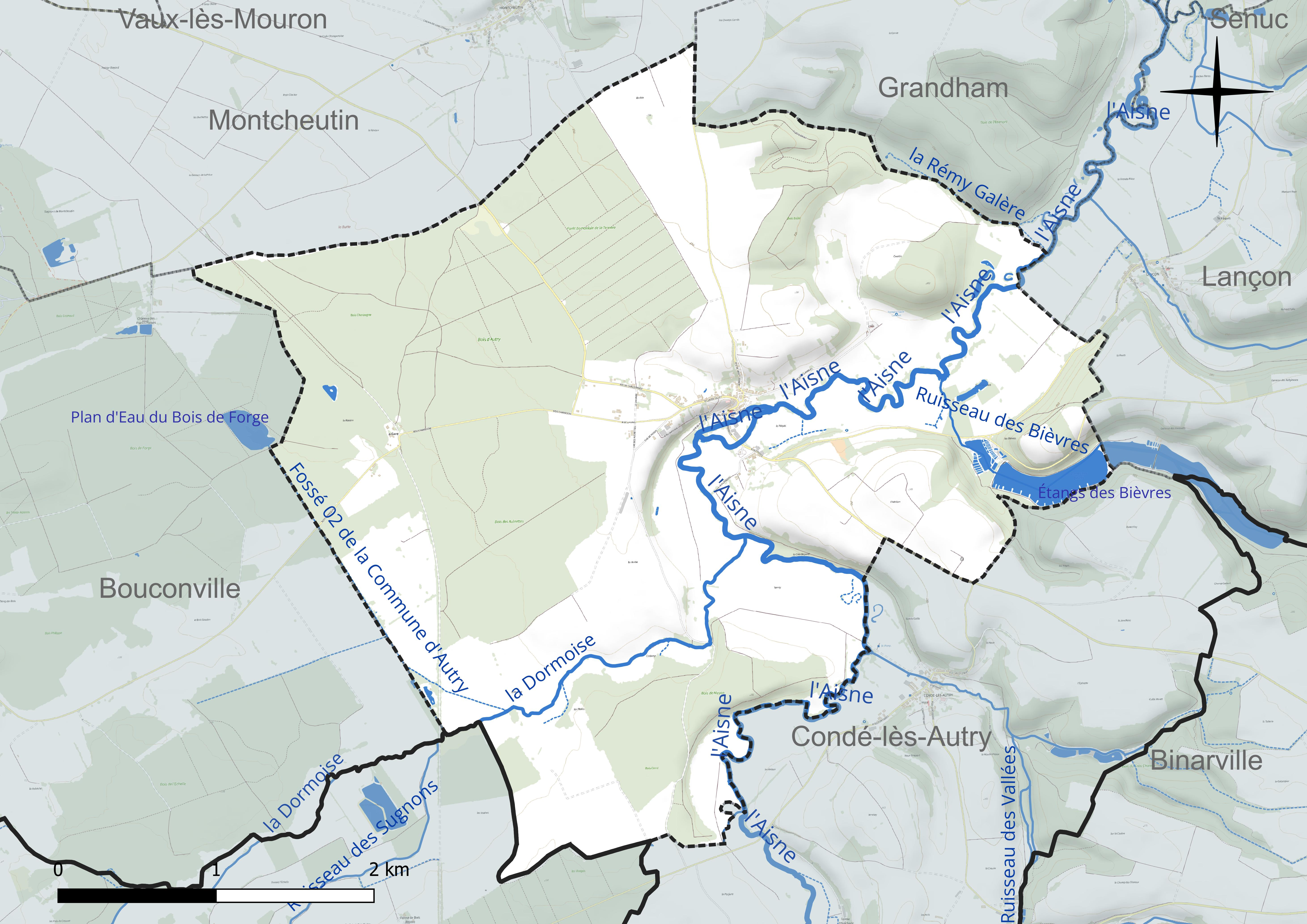
Réseaux hydrographique d'Autry.

Un plan d'eau complète le réseau hydrographique : les étangs des Bièvres, d'une superficie totale de 28,3 ha (12 ha sur la commune),.

### Climat
Pour des articles plus généraux, voir Climat du Grand Est et Climat des Ardennes.
En 2010, le climat de la commune est de type climat des marges montargnardes, selon une étude du Centre national de la recherche scientifique s'appuyant sur une série de données couvrant la période 1971-2000. En 2020, Météo-France publie une typologie des climats de la France métropolitaine dans laquelle la commune est exposée à un climat océanique altéré et est dans la région climatique Nord-est du bassin Parisien, caractérisée par un ensoleillement médiocre, une pluviométrie moyenne régulièrement répartie au cours de l’année et un hiver froid (3 °C).
Pour la période 1971-2000, la température annuelle moyenne est de 10,1 °C, avec une amplitude thermique annuelle de 15,8 °C. Le cumul annuel moyen de précipitations est de 838 mm, avec 13 jours de précipitations en janvier et 9,1 jours en juillet. Pour la période 1991-2020, la température moyenne annuelle observée sur la station météorologique de Météo-France la plus proche, « Montcheutin_sapc », sur la commune de Montcheutin à 3 km à vol d'oiseau, est de 11,0 °C et le cumul annuel moyen de précipitations est de 721,9 mm. 
La température maximale relevée sur cette station est de 41,2 °C, atteinte le 25 juillet 2019 ; la température minimale est de −15,5 °C, atteinte le 20 décembre 2009,,.
Les paramètres climatiques de la commune ont été estimés pour le milieu du siècle (2041-2070) selon différents scénarios d'émission de gaz à effet de serre à partir des nouvelles projections climatiques de référence DRIAS-2020. Ils sont consultables sur un site dédié publié par Météo-France en novembre 2022.

## Urbanisme

### Typologie
Au 1er janvier 2024, Autry est catégorisée commune rurale à habitat dispersé, selon la nouvelle grille communale de densité à 7 niveaux définie par l'Insee en 2022.
Elle est située hors unité urbaine. Par ailleurs la commune fait partie de l'aire d'attraction de Sainte-Menehould, dont elle est une commune de la couronne,. Cette aire, qui regroupe 50 communes, est catégorisée dans les aires de moins de 50 000 habitants,.

### Occupation des sols
L'occupation des sols de la commune, telle qu'elle ressort de la base de données européenne d’occupation biophysique des sols Corine Land Cover (CLC), est marquée par l'importance des territoires agricoles (51,3 % en 2018), en diminution par rapport à 1990 (52,2 %). La répartition détaillée en 2018 est la suivante : 
forêts (40,7 %), terres arables (30,8 %), prairies (20,5 %), milieux à végétation arbustive et/ou herbacée (4,9 %), zones urbanisées (2,1 %), eaux continentales (0,9 %). L'évolution de l’occupation des sols de la commune et de ses infrastructures peut être observée sur les différentes représentations cartographiques du territoire : la carte de Cassini (XVIIIe siècle), la carte d'état-major (1820-1866) et les cartes ou photos aériennes de l'IGN pour la période actuelle (1950 à aujourd'hui).

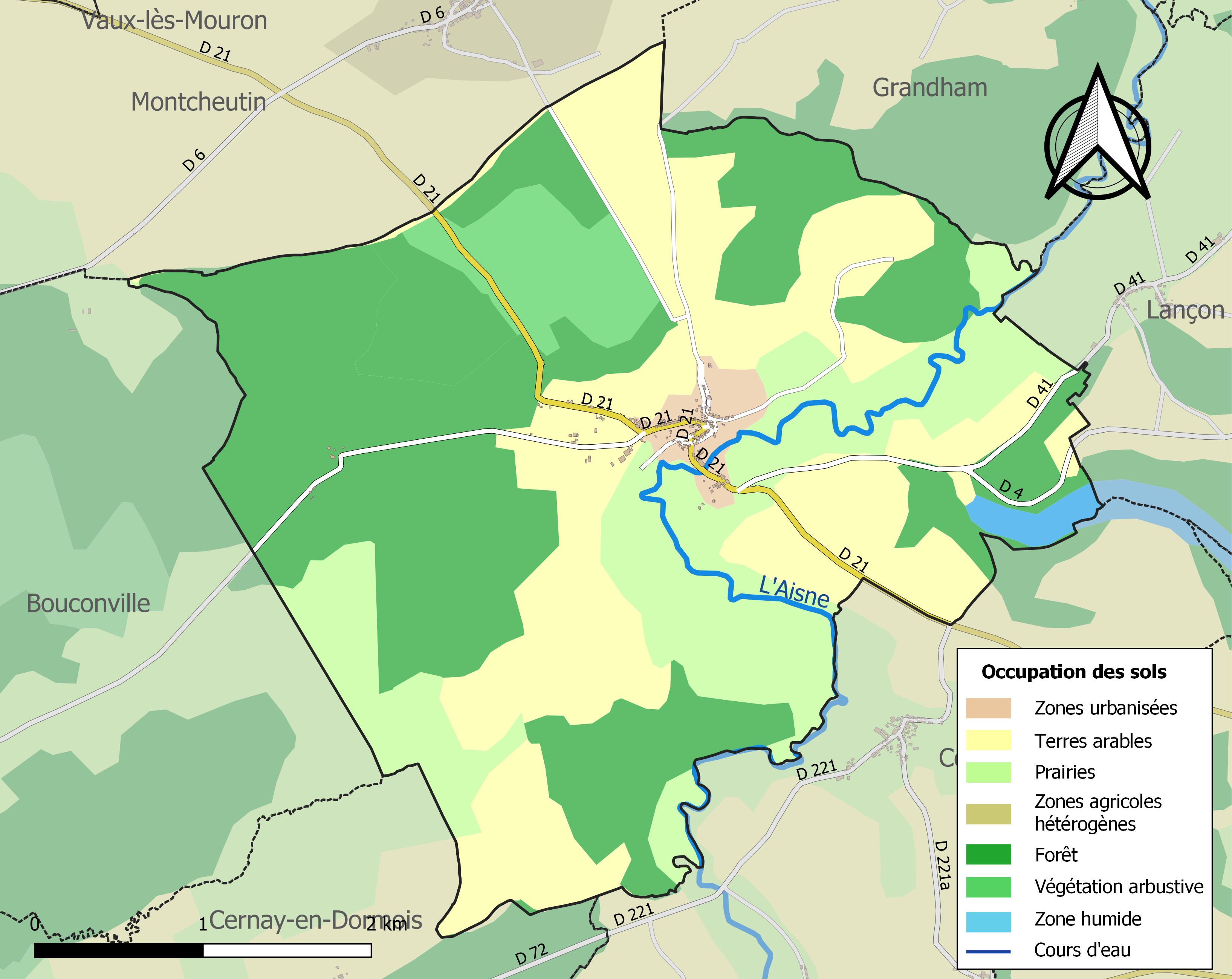
Carte des infrastructures et de l'occupation des sols de la commune en 2018 (CLC).

## Politique et administration

### Liste des maires
| Période                                  | Période                      | Identité                                       | Étiquette | Qualité     |
| ---------------------------------------- | ---------------------------- | ---------------------------------------------- | --------- | ----------- |
| 1879                                     |                              | Lépine                                         |           |             |
| avant 1988                               | ?                            | Mme Élise Garrez                               |           |             |
| mars 2001                                | réélu mars 2008              | M. Jean-Pierre Boure                           |           |             |
| mars 2014                                | En cours (au 3 juillet 2020) | Pascal Boxebeld Réélu pour le mandat 2020-2026 |           | Agriculteur |
| Les données manquantes sont à compléter. |                              |                                                |           |             |

## Démographie
L'évolution du nombre d'habitants est connue à travers les recensements de la population effectués dans la commune depuis 1793. Pour les communes de moins de 10 000 habitants, une enquête de recensement portant sur toute la population est réalisée tous les cinq ans, les populations de référence des années intermédiaires étant quant à elles estimées par interpolation ou extrapolation. Pour la commune, le premier recensement exhaustif entrant dans le cadre du nouveau dispositif a été réalisé en 2006.

En 2022, la commune comptait 95 habitants, en évolution de −20,17 % par rapport à 2016 (Ardennes : −2,97 %, France hors Mayotte : +2,11 %).
| 1793 | 1800 | 1806 | 1821 | 1831 | 1836 | 1841 | 1846 | 1851 |
| ---- | ---- | ---- | ---- | ---- | ---- | ---- | ---- | ---- |
| 562  | 658  | 631  | 666  | 651  | 678  | 672  | 679  | 657  |

| 1866 | 1872 | 1876 | 1881 | 1886 | 1891 | 1896 | 1901 | 1906 |
| ---- | ---- | ---- | ---- | ---- | ---- | ---- | ---- | ---- |
| 578  | 552  | 522  | 547  | 529  | 477  | 456  | 449  | 454  |

| 1911 | 1921 | 1926 | 1931 | 1936 | 1946 | 1954 | 1962 | 1968 |
| ---- | ---- | ---- | ---- | ---- | ---- | ---- | ---- | ---- |
| 483  | 371  | 315  | 257  | 251  | 254  | 267  | 233  | 187  |

| 1975 | 1982 | 1990 | 1999 | 2006 | 2011 | 2016 | 2021 | 2022 |
| ---- | ---- | ---- | ---- | ---- | ---- | ---- | ---- | ---- |
| 156  | 141  | 133  | 127  | 143  | 137  | 119  | 101  | 95   |

## Culture locale et patrimoine

### Lieux et monuments
- Chapelle Saint-Lambert, rue Saint-Lambert.
- Église Notre-Dame-de-la-Confiance, dans l’église d’Autry, au milieu du chœur existe un caveau dans lequel reposent les corps des seigneurs d’Autry ; l’ouverture de ce caveau est fermée par une tombe de pierre de taille, sur laquelle on ne voit aucune inscription. Il y avait un autre tombeau contre un pilier, il était carré. Pendant la Révolution, un décret ayant ordonné la destruction de ces sortes de monuments, on a démoli le massif et la tombe de marbre noir qui le recouvrait a été déposée au niveau du pavé, avec l'inscription suivante :

« Ci git Jean Armand Barbin Baron de Broyes Comte d’Autry marquis de la Perrière et ci gira Louise de Mascrany sa femme comtesse d’Autry. L’inconstance de l’amour leur a fait préférer une amitié affermie par une estime réciproque toujours ennemis du faste ils leurs suffisaient de se connaître eux-mêmes ils s’éloignaient du public se rapprochaient leurs descendants et leurs montrent leurs deux mains liées ensemble leurs deux cœurs – l’union n’enflamme point deux cœurs liés ensemble et serrés étroitement par les deux mêmes mains »

— Cette pierre de marbre a été rendue visible lors de réparations en 1850.
.
Au milieu du village, autour de l'église, on distingue les traces d'un système fortifié médiéval.

### Personnalités liées à la commune
- Jean-Baptiste de Lorcet (1768-1822), général des armées de la République et de l'Empire, y est décédé.
- Louis Marie Alphonse Depuiset (1822-1886), entomologiste, y est né.
- Georges Thiébaud (1850-1915), journaliste, s'y est marié et y possédait une maison.

### Héraldique
| Armes d’Autry | Les armes d’Autry se blasonnent ainsi : Bandé d’or et de gueules. |